# Нагера, Кенни
Кенни Нагера (фр. Kenny Nagera; родился 21 февраля 2002, Аржантёй, Франция) — французский футболист, нападающий клуба «Пари Сен-Жермен».

## Футбольная карьера
Кенни — уроженец Аржантёй, северо-западного предместья Парижа с юридическим статусом коммуны департамента Валь-д'Уаз. Футболом начинал заниматься в команде «Эпине-сюр-Сен», базирующейся в округе Сен-Дени. В 13 лет пополнил академию «Пари Сен-Жермена». Принимал участие в Юношеской Лиге УЕФА 2019/2020, выходил на поле в двух матчах. Вместе с командой не смог выйти из группы. 29 июня 2020 года подписал с клубом свой первый профессиональный контракт, который действует до 2023 года.
10 апреля 2021 года дебютировал в Лиге 1 в поединке против «Страсбура», выйдя на замену на 89-й минуте вместо Килиана Мбаппе. 18 июня 2021 года Кенни продлил контракт с клубом до 2025 года.
3 августа 2021 года был отдан в аренду на сезон в «Бастию» из Лиги 2.

## Семья
Кенни имеет гваделупское происхождение. Младший брат футболиста — Кемрик — занимается футболом в академии «Лилля».

## Достижения
Чемпионат Франции (Лига 1)
- Серебряный призёр: 2020/21